# 쇼가야키

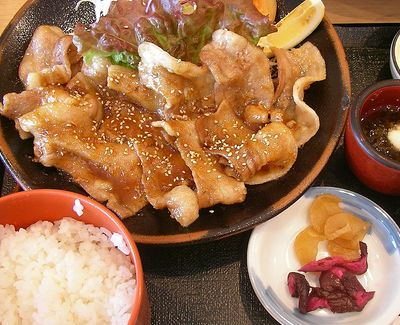
쇼가야키

쇼가야키(일본어: 生姜焼き)는 일본 요리 중의 하나로, 생강을 넣은 양념과 고기를 섞은 것을 말한다. 고기는 주로 돼지고기를 사용한다.